# Victor Sen Yung
Sen Yew Cheung (San Francisco, California, 18 de octubre de 1915 - North Hollywood, California, 1 de noviembre de 1980) fue un actor estadounidense de origen chino. Fue conocido principalmente por su trabajo en la serie Bonanza.

## Filmografía
- The Man with Bogart's Face (1980)
- How the West Was Won (1979)
- Isis (1976)
- The Killer Elite (1975)
- The Red Pony (1973)
- Kung Fu (1972)
- The Hawaiians (1970)
- A Flea in Her Ear (1968)
- Confessions of an Opium Eater (1962)
- Flower Drum Song (1961)
- The Rifleman (1961)
- Perry Mason (1961)
- Bonanza (1959-1973) - Hop Sing
- The Hunters (1958)
- The Saga of Hemp Brown (1958)
- Bachelor Father (1957–62) - Charlie Fong
- Men in War (1957)
- Soldier of Fortune (1955)
- Blood Alley (1955)
- The Left Hand of God (1955)
- Trader Tom of the China Seas (1954)
- Secrets of Monte Carlo (1951)
- The Law and the Lady (1951)
- Valley of Fire (1951)
- Chinatown at Midnight (1950)
- Tuna Clipper (1949)
- Oh, You Beautiful Doll (1949)
- The Feathered Serpent (1948) - Tommy Chan
- Half Past Midnight (1948)
- The Flame (1947)
- Shadows Over Chinatown (1946) - Jimmy Chan
- Dangerous Millions (1946)
- Dangerous Money (1946)
- China (1943)
- Manila Calling (1942)
- Secret Agent of Japan (1942)
- Across the Pacific (1942) (as Sen Young)
- Castle in the Desert (1942) - Jimmy Chan
- Moontide (1942)
- Dead Men Tell (1941) - Jimmy Chan
- The Letter (1940)
- Charlie Chan at the Wax Museum (1940) - Jimmy Chan
- 20,000 Men a Year (1939)
- Charlie Chan in Reno (1939)
- Charlie Chan in Honolulu (1938) - Jimmy Chan
- Shadows Over Shanghai (1938)
- Mr. Moto Takes a Chance (1938) - Soldado jemer
- Double of Nothing (1937)
- The Good Earth (1937)

## Muerte
Sen Yung murió en su casa de North Hollywood en 1980 a la edad de 65 años. El actor, que dirigía un pequeño negocio de cerámica china por correo, estaba creando artículos de barro y curando los artículos con un horno, y murió de envenenamiento por gas natural debido a una fuga no detectada. Su cuerpo fue encontrado el 9 de noviembre, pero según los informes, llevaba muerto al menos diez días, posiblemente alrededor del 31 de octubre.
Algunos informes sugirieron que fue asesinado, pero la policía finalmente dictaminó que la muerte fue accidental. El elogio en su funeral estuvo a cargo del también actor de Bonanza, Pernell Roberts, quien también pagó los gastos del funeral.
La beca conmemorativa Victor Sen Yung es otorgada cada año por la Asociación de Antiguos Alumnos Chinos de la Universidad de California, Berkeley, donde Sen Yung se especializó en cría de animales.